# Greg Buckner
Gregory Derayle Buckner, detto Greg (Hopkinsville, 16 settembre 1976), è un ex cestista e allenatore di pallacanestro statunitense, professionista nella NBA, vice-allenatore dei Milwaukee Bucks.

## Carriera
È stato scelto dai Dallas Mavericks al secondo giro del Draft NBA 1998 (53ª scelta assoluta).
Con gli Stati Uniti ha disputato le Universiadi di Sicilia 1997.